# John Nicol Farquhar
John Nicol Farquhar (Aberdeen, 6 aprile 1861 – Manchester, 17 luglio 1929) è stato un missionario e orientalista britannico.
Fu uno dei pionieri che resero popolare in India la "teologia del compimento", secondo la quale Cristo sarebbe il coronamento dell'induismo.
Scrisse vari libri sull'induismo, in particolare The Crown of Hindustan, A Primer of Hinduism, Gita and Gospel e diversi altri.

## Biografia
Nato nella città scozzese di Aberdeen, compì i suoi studi all'Aberdeen Grammar School e all'università della stessa città e s'impiegò come apprendista di un venditore di tessuti, ma all'età di ventun anni riprese gli studi, che terminò all'Università di Oxford. Fu reclutato dalla London Missionary Society senza che avesse ricevuto un'ordinazione religiosa, e nel 1891 fu mandato in India come missionario laico insegnante.
Sbarcò a Calcutta e adempì al suo incarico come insegnante a Bhowanipur per undici anni a partire dal 1891. Nel 1902 si unì alla Young Men's Christian Association (YMCA) in 1902 come segretario nazionale degli studenti, e successivamente come segretario letterario, carica che ricoprì fino al 1923. Durante il suo lavoro alla YMCA, cercò di far sì che l'associazione ampliasse la sua attrattiva verso gli studenti attraverso seminari, amicizie personali, e la produzione di nuove opere letterarie della qualità più alta che l'India avesse conosciuto fino a quel momento.
A causa delle sue cattive condizioni di salute, nel 1923 lasciò l'India. Trascorse gli ultimi sei anni della sua vita come professore di religioni comparate all'Università di Manchester, città dove morì nel 1929.

## Attività letteraria
Farquhar scrisse diversi libri durante il suo servizio alla YMCA, in particolare The Crown of Hinduism nel 1913, A Primer of Hinduism nel 1914 e Modern Religious Movements in India nel 1915, e ne curò molti altri.
In The Crown of Hinduism aspirò a presentare all'India Gesù Cristo, piuttosto che una religione strutturata o un sistema intellettuale. Sostenne la tesi che i concetti tradizionali di karma e di casta contemplati dal sistema di credenze dell'induismo non fossero più necessari nella costruzione di una nazione moderna; al contrario, il "messaggio di Cristo", con la sua aspirazione alla libertà, al progresso e alle virtù civiche avrebbe fornito una migliore piattaforma ideologica sulla quale costruire un'India proiettata nel futuro. Riconosceva che il sistema delle caste fosse un tentativo collettivo di costruzione di una società strutturata e ben bilanciata, ma gli rimproverò di non tenere in conto la giustizia sociale e l'egualitarismo. Sostenne tuttavia che una società che avesse fatto proprio il cuore del messaggio cristiano avrebbe sviluppato inevitabilmente la libertà sociale e il senso di cittadinanza. Secondo Farquhar, 
La sua opera An Outline of the Religious Literature of India, pubblicata nel 1920, dimostra chiaramente le sue eccellenti competenze linguistiche sia in bengalese che in sanscrito.
Come curatore della rivista Religious life of India, esortò i missionari a scrivere con i più alti livelli di accuratezza e simpatia e di fare il massimo riferimento a Cristo; fu tuttavia meno fortunato nel trovare i giusti collaboratori tra i cristiani indiani, e non si accordò mai del tutto al mutato clima politico dell'India dopo il 1919.

## Aspetti teologici
Secondo O. Kandaswami Chetty, biografo del missionario  William Miller, per questi "Cristo era l'amico di tutto ciò che fosse buono e vero non solo nel cristianesimo, ma anche nell'induismo." L'idea di "Cristo il realizzatore" era stata resa familiare agli indiani meridionali della Presidenza di Madras già molto tempo prima di The Crown of Hinduism di Farquhar, pubblicata nel 1913, ed era presente anche in colleghi di Miller come Bernard Lucas e T.E. Slater, autore di The Higher Hinduism in Relation to Christianity del 1909, prima che si parlasse di "teologia del compimento" alla  World Missionary Conference di Edimburgo, considerata come il punto iniziale per la moderna teologia della missione e anche come la rampa di lancio del moderno movimento ecumenico.
Eric J. Sharpe, professore di studi religiosi all'Università di Sydney e autore di vari libri sul pensiero di Farquhar, ha osservato che questi, benché abbia lavorato estensivamente sulla "tesi del completamento" nelle sue opere seminali, abbia fondato il suo lavoro su ciò che aveva stabilito inizialmente William Miller a Madras. Secondo questa teologia, "Cristo è venuto per realizzare e portare a compimento non solo la legge e i profeti (Matteo 5,17) ma anche tutte le religioni superiori del mondo." In questo senso, Cristo è il coronamento (Crown) dell'induismo. Lo scopo del cristianesimo non sarebbe quindi di distruggere le altre religioni ma di completarle. Farquhar intendeva sviluppare un'apologetica abbastanza malleabile da conservare una relazione soddisfacente tra cristianesimo e induismo; tuttavia, nel corso della sua vita avvenne un cambiamento radicale nelle opinioni dei cristiani dell'India nei confronti della Cristianità occidentale, poiché le idee  nazionaliste e la consapevolezza di sé stavano crescendo tra gli indiani, il nazionalismo indù cominciava a rivendicare la sua opposizione al cristianesimo, la maggioranza dei missionari cristiani consideravano le altre religioni come malvagie, e i movimenti per l'unità dei cristiani auspicavano una crescente indianizzazione della chiesa nell'amministrazione, nella liturgia e nella teologia. Farquhar sperava che gli indù più progressisti avrebbero abbracciato il cristianesimo, e che i cristiani, inclusi i missionari, avrebbero guardato le altre religioni con maggior favore.
In The Crown of Hinduism, Farquhar suppose che
Farquhar, sebbene vedesse un certo livello di verità nelle religioni non cristiane, ne denunciava però alcune caratteristiche che il cristianesimo non poteva accettare. Tra queste vi era il sistema delle caste, poiché sentiva che l'eguaglianza, la libertà e la giustizia fossero aspetti distintivi del cristianesimo. Tuttavia, il "compimento" richiedeva che comprensione e rispetto fossero "l'unico saggio comportamento" per il missionario tra gli indù, ma implicava anche indirettamente che tutte le religioni non cristiane fossero destinate all'estinzione.
Eric Sharpe ha notato che Farquhar fu "responsabile più di ogni altra personalità nel portare un cambiamento decisivo nel modo di pensare dei cristiani al fenomeni delle altre fedi."

### Critiche
A.G. Hogg, professore del Madras Christian College e autore nel 1904 di Karma and Redemption, criticò la "tesi del completamento" di Farquhar nella parte secondo cui "il cristianesimo porta a compimento tutte le più nobili aspirazioni degli indù", poiché riteneva che "nell'induismo c'erano la fase della ricerca e quella della scoperta, e che un cristiano non offriva a un indù ciò che stava cercando. Tuttavia, in certe circostanze, un cristiano potrebbe far provare a un'indù il bisogno di ciò che si trova solo nel cristianesimo".
La teoria di Farquhar sul completamento è stata discussa, con approvazione e/o riprovazione, da molti studiosi di filosofia o teologia delle religioni, tra i quali Gavin D'Costa, Jacques Dupuis, John Hick, David Marshall, Ivan Satyavrata, James Sharpe e James Thrower: Satyavrata e Sharpe ne hanno dato ampie analisi.  Farquhar viene spesso preso come un rappresentante di spicco della scuola inclusivista, benché ciò sia più plausibile se l'obiettivo fosse sull'ontologia e sull'etica, sui quali Farquhar si era concentrato, più che sulla salvezza.

## Opere
- The Apostle Thomas in South India (1927)
- The Apostle Thomas in North India, in Bulletin of the John Rylands Library, n. 10, 1926,  pp. 80-111.[10]
- The Fighting Ascetics of India (1925)[6]
- An Outline of the Religious Literature of India (1920)
- Modern Religious Movements in India (1915)
- A Primer of Hinduism (1914)
- The Crown of Hinduism (1913)
- The Approach of Christ to Modern India (1913)
- Gita and Gospel (1906)
- Permanent Lessons of the Gita (1903)